# Bohumil Samuel Kečíř
Bohumil Samuel Kečíř je fiktivní osoba, údajný malíř, který měl být dlouhodobě hospitalizován v psychiatrické léčebně. Starožitnickým trhem prošlo a stále prochází velké množství obrazů, u nichž je uveden jako autor. Skutečná identita malíře však dosud odhalena nebyla. Nejvíce optimistický odhad hovoří o tom, že nejstarší díla mohla by pocházet ze začátku 90. let 20. století, dle svědectví v knize Jiřího Hořavy se malby s podpisem Kečíř začaly objevovat na trhu až kolem roku 2000.
20. dubna 2007 česká média oznámila, že jeho bibliografická data byla vymyšlena. Jejich investigativa nenalezla žádné důkazy jeho existence. Žurnalisté jej prý označují za jakéhosi Járu Cimrmana v malířství, což je značně nadsazené, lichotivé přirovnání.
Podle smyšlených bibliografických údajů se měl narodit v Holouci, Holuci nebo Holicích. Zdá se, že první dvě uvedená místa vůbec neexistují a v tom třetím není žádný záznam o jeho narození. Ostatní dokumenty o jeho osobě jsou stejně pochybné: údajná fotka z dětství, fotka z pamětní desky a fotokopie jeho parte. Dále měl být údajně pronásledován nacisty kvůli své židovské matce, následně pak omezován ve své tvorbě komunisty. Kvůli depresím měl strávit svých posledních deset let života na již neexistující psychiatrické klinice v Brně. Zde pak měla vzniknout podstatná část jeho díla.
Roku 2005 byla vydána jeho biografie (přesněji brožura o 55 stranách), jejímž autorem je rakouský obchodník s uměním a znalec umění Erich Tromayer. Ani on se nicméně s Kečířem nikdy nepotkal - ani nemohl, je-li tento naprostou fikcí a čerstvým výtvorem obchodníků s uměním. Nic na tom nemění ani skutečnost, že prý rakouský památkový úřad zjistil, že přinejmenším jeden z obrazů musí být starý 20-30 let díky nenapodobitelnému procesu stárnutí. (Dle Jiřího Hořavy, citovaného níže, žádný věrohodný posudek neexistuje, pouze velmi sumární a opatrné vyjádření o předpokládaném stáří od Roberta Linkeho.)
V rozhovoru pro časopis Profil (č. 31/2007) Tromayer popřel pravděpodobnost padělání takového množství děl kvůli, v devadesátých letech, tak slabému výdělku. V roce 1991 bylo dle Tromayera možné jeho obrazy koupit za sto šilinků (okolo 7 €). Důkazy o neexistenci Kečíře považuje Tromayer za intriku českých obchodníků s uměleckými předměty, kteří zaspali tento obchod a nyní se cítí být podvedeni, neboť většina obrazů byla převezena mimo republiku, v té době ilegálně např. do Rakouska, kde je nyní většina jeho díla. Češi tak prý o jeho dílo ztratili.
V souvislosti s kauzou se objevil předpoklad, že by významným činitelem v kauze mohl být obchodník se starožitnostmi a vlastník zámku Letovice Bohumil Vavříček. Jeho křestní jméno je shodné s fiktivním malířem a jeho příjmení, čtené pozpátku, dává vznik jménu fiktivního tvůrce.
Celou kauzu ve své knize velmi ironicky a trefně glosuje Jiří Hořava, který rozborem dostupných faktů dokládá podvodnost celého jednání. Z vývodů Jiřího Hořavy plyne, že "člověk Kečíř fyzicky neexistoval, nemohl nic tedy namalovat, pak není co falšovat. Podpis Kečíř je možné hodnotit jako pseudonym malíře, který na objednávku vše vytvořil."